# La Vilette-ès-Aulne
La Villette-ès-Aulne est une ancienne commune française du département de Seine-et-Marne, rattachée à la commune de Mitry-Mory.

## Toponymie
Le nom de la localité est mentionné sous les formes La Villete as Asnes en 1313 ; Villeta juxta Mintriacum en 1320 ; La Villette aux Asnes de lez Mytry en 1348 ; La Villete en 1355 ; La Villete lez Mittry en 1380 ; La Villette aux Aulnes en 1493 ; La Ville aux Asnes en 1524 ; La Villette Villete as Asnes en 1577 ; « La Villette aux Aulnes, parroisse de Mitry en France » en 1602 ; Le château de la Villette aux Aulnes en 1767 ; La Villette es Aunes en 1779.
Vilette, Villette : le « petit domaine, puis le petit village ». La préposition « lès » permet de signifier la proximité d'un lieu, près des aulnes.

## Histoire
Avant 1794, la petite commune éphémère de La Vilette-ès-Aulne est rattachée à Mitry. 

## Source
- Des villages de Cassini aux communes d'aujourd'hui, « Notice communale : La Vilette-ès-Aulne », sur ehess.fr, École des hautes études en sciences sociales.